# I Love You (álbum de Desireless)
I Love You es el segundo álbum de estudio de Desireless luego de cinco años después de su primer álbum François. Salieron dos singles ("Il dort" y "I love you") este álbum sería reeditado en 2001 por Choice Of Music avec con seis canciones extras.

Una compilación titulada Voyage, Voyage, Greatest Hits se editó en 2003.

## Lista de tracks
1. L'amour, l'amour - 4:21
2. Bossa fragile - 3:25
3. Le retour - 3:23
4. I love you - 4:10
5. Je crois en toi - 4:20
6. Il dort - 4:25
7. Les oiseaux arrivent - 2:26
8. Où aller - 4:16
9. Ouf - 3:53
10. Vous - 3:41
11. Les escaliers du bal - 3:56

## Reedición 2001
1. L'amour, l'amour
2. Bossa fragile
3. Le retour
4. I love you
5. Je crois en toi
6. Il dort
7. Les oiseaux arrivent
8. Où aller
9. Ouf
10. Vous
11. Les escaliers du bal
12. Presque sensuelle
13. S'il pleut
14. J'ai froid
15. Il dort (Club mix)
16. Il dort (Live version)
17. I love you (Piano version)

## Sencillos
- Il dort - 1994
- I love you - 1994

- Datos: Q3147127